# Palaeorhiza fulva
Palaeorhiza fulva är en biart som beskrevs av Cheesman 1948. Palaeorhiza fulva ingår i släktet Palaeorhiza och familjen korttungebin. Inga underarter finns listade i Catalogue of Life.